# Anisotemnus distentus
Anisotemnus distentus és una espècie extinta de mamífer notoungulat de la família dels isotèmnids que visqué a Sud-amèrica des de l'Eocè mitjà fins a l'Oligocè inferior, fa entre 29 i 47,8 milions d'anys. Se n'han trobat restes fòssils a la província argentina de Chubut. Es tracta de l'única espècie del gènere Anisotemnus. Estava dotat de forats astragalins. Era de mida intermèdia entre la de Pleurostylodon i la de Thomashuxleya. El nom genèric Anisotemnus significa ‘no-Isotemnus’, en referència al gènere en el qual fou classificada originalment aquesta espècie.